# Maitland River (vattendrag i Australien)
Maitland River är ett vattendrag i Australien. Det ligger i delstaten Western Australia, omkring 1 200 kilometer norr om delstatshuvudstaden Perth.
Omgivningarna runt Maitland River är i huvudsak ett öppet busklandskap. Trakten runt Maitland River är nära nog obefolkad, med mindre än två invånare per kvadratkilometer.  Klimatförhållandena i området är arida. Genomsnittlig årsnederbörd är 409 millimeter. Den regnigaste månaden är januari, med i genomsnitt 148 mm nederbörd, och den torraste är augusti, med 1 mm nederbörd.